# OLC
Открытый код местоположения (Open Location Code — OLC) — система геокодирования для определения области любой точки Земли.
Код был разработан в инженерном офисе Google в Цюрихе, и опубликован в конце октября 2014 года. Коды местоположения, созданные системой OLC, называются «плюсовыми кодами», или «плюскодами».
Открытый код местоположения — способ кодирования местоположения в символы, которые проще использовать, чем координаты в виде широты и долготы. Плюсовые коды предназначены для использования в качестве уличных адресов и особенно полезны в случаях, когда нет официальной системы идентификации зданий — названия улиц, номеров домов и почтовых индексов.
Коды OLC получаются преобразованием координат широты и долготы, поэтому любая точка на Земле уже адресуется плюскодом. По длине они похожи на телефонный номер — например, 849VCWC8+R9 — но зачастую сокращаются до четырёх или шести цифр в сочетании с наименованием местности (CWC8+R9, Mountain View). Расположенные рядом места имеют схожие коды. Их можно кодировать или декодировать в автономном режиме. Набор символов для кодирования кодов OLC составлен таким образом, чтобы исключить применение похожих на вид символов для уменьшения путаницы и ошибок, так же исключены гласные, чтобы исключить совпадение плюскода с существующими словами. Kоды OLC не чувствительны к регистру, поэтому их можно легко передать по телефону.
С августа 2015 года карты Google поддерживают коды OLC в своей поисковой системе. Алгоритм находится под лицензией Apache License 2.0 и доступен на GitHub.
Google заявляет, что коды OLC принимаются в качестве почтовых адресов в Кабо-Верде, частях Калькутты и в Навахо.

## Спецификация
Система открытого кода местоположения основана на широте и долготе в координатах WGS84. Каждый код описывает область, ограниченную двумя параллелями и двумя меридианами фиксированной сетки, указывая широту, долготу и размер области. Самая большая сетка состоит из блоков 20 на 20 градусов (9 строк и 18 столбцов) и делится на подблоки 20 на 20 до четырёх раз. С этого уровня и далее деление происходит на подблоки 5 на 4. В таблице показаны блоки различных размеров, максимально приближённые к экватору. Ширина блока уменьшается с удалением от экватора.
| Длина кода                         | 2            | 4          | 6          | 8            | + | 10                | 11                      |
| Размер блока                       | 20°          | 1°         | 0,05° (3′) | 0,0025° (9″) |   | 0,000125° (0,45″) | 0,00003125° × 0,000025° |
| Примерная точность                 | 2200 км      | 110 км     | 5,6 км     | 277 м        |   | 14 м              | 3 м                     |
| Примерная площадь возле широты 75° | 1290 393 км² | 3 226 км²  | 8 км²      | 20 162 м²    |   | 50 м²             | 3 м²                    |
| Примерная площадь возле широты 60° | 2486 716 км² | 6 217 км²  | 16 км²     | 38 855 м²    |   | 97 м²             | 5 м²                    |
| Примерная площадь возле широты 45° | 3505 001 км² | 8 763 км²  | 22 км²     | 54 766 м²    |   | 137 м²            | 7 м²                    |
| Примерная площадь возле широты 30° | 4278 266 км² | 10 696 км² | 27 км²     | 66 848 м²    |   | 167 м²            | 8 м²                    |
| Примерная площадь возле широты 15° | 4760 164 км² | 11 900 км² | 30 км²     | 74 378 м²    |   | 186 м²            | 9 м²                    |
| Примерная площадь возле экватора   | 4923 639 км² | 12 309 км² | 31 км²     | 76 932 м²    |   | 192 м²            | 10 м²                   |

Полная сетка использует смещения от Южного полюса (-90°) и антимеридиана (-180°), выраженные в двадцатеричной системе счисления. Чтобы избежать неправильного прочтения или написания нежелательных слов, кодировка исключает гласные и символы, которые можно легко спутать друг с другом. В следующей таблице показано соответствие.
| Вес цифры двадцатеричной системы         | 0 | 1 | 2 | 3 | 4 | 5 | 6 | 7 | 8 | 9 | 10 | 11 | 12 | 13 | 14 | 15 | 16 | 17 | 18 | 19 |
| Обозначение цифры двадцатеричной системы | 2 | 3 | 4 | 5 | 6 | 7 | 8 | 9 | C | F | G  | H  | J  | M  | P  | Q  | R  | V  | W  | X  |

Код начинается с пяти пар цифр, каждая из которых состоит из цифры, представляющей широту, и цифры, представляющей долготу. Самые большие блоки состоят из двух цифр. После 8-й цифры код содержит знак «+» в качестве разделителя для облегчения визуального анализа. После 10 цифр в каждом подразделе подблоки кодируются одной цифрой кода следующим образом:
|          | долгота → | долгота → | долгота → | долгота → |
| -------- | --------- | --------- | --------- | --------- |
| широта ↑ | R         | V         | W         | X         |
| широта ↑ | J         | M         | P         | Q         |
| широта ↑ | C         | F         | G         | H         |
| широта ↑ | 6         | 7         | 8         | 9         |
| широта ↑ | 2         | 3         | 4         | 5         |

Области, превышающие 8-значный блок, могут быть указаны путем замены чётного числа конечных цифр перед знаком + на цифру 0, без указания символов после знака «+».

## Пример
Рассмотрим, для примера, определение плюс-кода Мерлиона (N 1.286785, E 103.854503) в Сингапуре. Он расположен в области вокруг экватора, ограниченного −10° южной широты и +10° северной широты между 100° и 120° восточной долготы. Он смещен на 80° от Южного полюса и на 280° от антимеридиана, что соответствует 4 и 14 для первой пары цифр, по основанию 20 они кодируются как «6» и «P». Таким образом мы получили плюс-код «6P». Он может быть дополнен до 6P000000+.
Теперь уточним этот блок до подблока между 1° и 2° северной широты и 103° и 104° восточной долготы. Это добавляет 11° и 3° к юго-западному углу. Таким образом, вторая пара координат в двадцатеричной системе — «H» и «5». Результат дополнился до 6PH50000+.
После четырёх дополнительных уточнений парке Мерлион будет закодирован как 6PH57VP3+PR.
Следующий шаг требует от нас уточнения положения в сетке 4 на 5 и определения ячейки, на которую указывают координаты. Это ячейка с цифрой «6». Следовательно, итоговый открытый код местоположения: 6PH57VP3+PR6.

## Типовое использование
При использовании кода вместе с Google Maps или сайтом Plus.codes обычно пропускают первые 4 символа кода и добавляют приблизительное местоположение, например город, штат или страну. Таким образом, приведенный выше пример превращается в 7VP3+PR6 Singapore. Необходимо позаботиться о том, чтобы обозначение данного местоположения было достаточно маленьким, чтобы определить уникальное место. Картографические приложения могут использовать местоположение устройства для устранения неоднозначности сокращенных кодов.